# Taft (Califórnia)
Taft é uma cidade localizada no estado americano da Califórnia, no condado de Kern. Foi incorporada em 7 de novembro de 1910.

## Geografia
De acordo com o United States Census Bureau, a cidade tem uma área de 39,1 km², onde todos os 39,1 km² estão cobertos por terra.

### Localidades na vizinhança
O diagrama seguinte representa as localidades num raio de 16 km ao redor de Taft.

## Demografia
Segundo o censo nacional de 2010, a sua população é de 9 327 habitantes e sua densidade populacional é de 238,33 hab/km². Possui 2 525 residências, que resulta em uma densidade de 64,52 residências/km².

## Marco histórico
Taft possui apenas uma entrada no Registro Nacional de Lugares Históricos, o The Fort.